# Zemský okres Burgenland
Zemský okres Burgenland (německy Burgenlandkreis) je zemský okres v německé spolkové zemi Sasko-Anhaltsko. Sídlem správy zemského okresu je město Naumburg. Má přibližně 180 tisíc obyvatel. 

## Města a obce
| Města: 1. Bad Bibra 2. Eckartsberga 3. Freyburg (Unstrut) 4. Hohenmölsen 5. Laucha an der Unstrut 6. Lützen 7. Naumburg 8. Nebra (Unstrut) 9. Osterfeld 10. Stößen 11. Teuchern 12. Weißenfels 13. Zeitz | Obce: 1. An der Poststraße 2. Balgstädt 3. Droyßig 4. Elsteraue 5. Finne 6. Finneland 7. Gleina 8. Goseck 9. Gutenborn 10. Kaiserpfalz 11. Karsdorf 12. Kretzschau 13. Lanitz-Hassel-Tal 14. Meineweh 15. Mertendorf 16. Molauer Land 17. Schnaudertal 18. Schönburg 19. Wethau 20. Wetterzeube |